# Cours du Septième-Art
Ne doit pas être confondu avec Rue du Cinéma (Paris).
Le  cours du Septième-Art ou cours du 7e-Art est une petite voie piétonne de 172 mètres de long située dans le 19e arrondissement de Paris. 

## Situation et accès

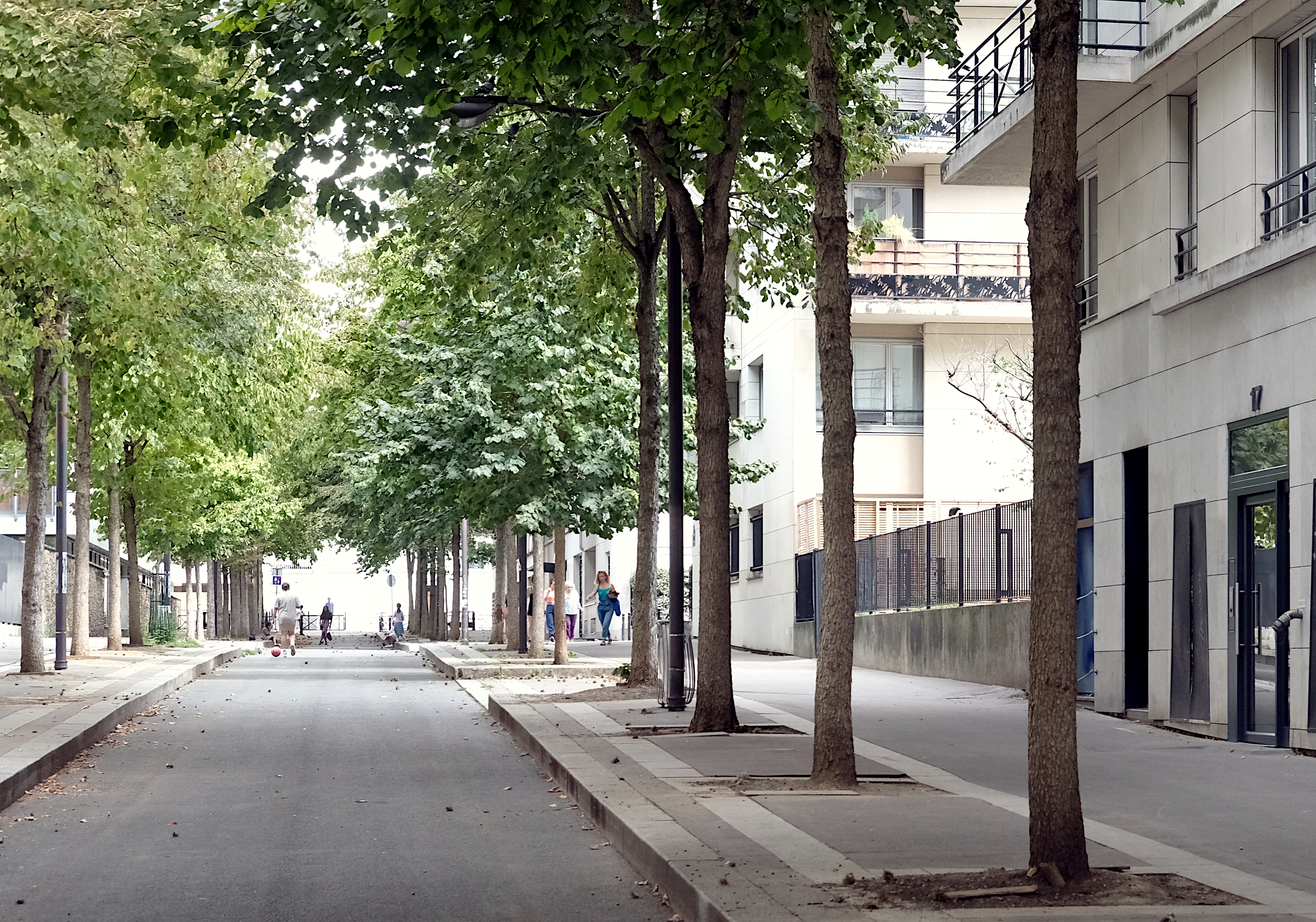
Le cours en été.

Située dans le quartier des Buttes-Chaumont, elle est plantée sur toute sa longueur de tilleuls et de noisetiers de Byzance.
Le cours du Septième-Art est desservi par la ligne 7 bis aux stations
Botzaris et Buttes Chaumont et la ligne 11 à la station Jourdain.
Vélib'
- Station no 19120 de 26 places au 20, rue Carducci
- Station no 19038 de 19 places au 9, rue Lassus
- Station no 19025 de 16 places au 80, rue Botzaris

Voies croisées
- Rue de la Villette
- Rue des Alouettes
- Villa Fleurie

## Origine du nom
Son nom honore le 7e art, le cinéma, en raison de l'ancienne affectation des lieux. En effet, la rue est située à l'emplacement des anciens studios de cinéma créés par Léon Gaumont (la cité Elgé, nom tiré des initiales de son créateur), devenus ensuite des studios de télévision.

## Historique
La voie est créée, sous le nom provisoire de « voie EE/19 », dans le cadre de l'aménagement du « lotissement SFP », du nom de la Société française de production (SFP) qui a été amenée à fermer les studios des Buttes Chaumont qu’elle possédait, studios qui ont été détruits en 1996. 
Elle prend sa dénomination actuelle par un arrêté municipal du 9 février 1999. Par ailleurs, il existe aussi depuis 2007 une rue du Cinéma à Paris, une voie souterraine située dans le Forum des Halles.

## Bâtiments remarquables et lieux de mémoire
- Une crèche collective est sise au no 15-19.